# روزها و شب‌ها
روزها و شب‌ها (انگلیسی: Days and Nights) یک فیلم به کارگردانی کریستیان کامارگو است که در سال ۲۰۱۳ منتشر شد.

## بازیگران
- کریستیان کامارگو
- آلیسون جانی
- کیتی هلمز
- ویلیام هرت
- بن ویشاو
- مارک رایلنس
- مایکل نیکویست
- چری جونز
- ژان رنو